# Сулеймановка
Сулеймановка ( тат. Сарбай) — село в Неверкинском районе Пензенской области, административный центр Сулеймановского сельсовета.

## История
Село Сулеймановка основано до 1777 года как выселок из села Октябрьского того же района. Главой рода переселенцев был Сулейман Исхаков, или Сарбай («желтый бай»), татарско-мишарское село, центр сельсовета, в 14 км к западу от Неверкино. На 1.1.2004 — 147 хозяйств, 360 жителя. В сборнике статистических сведений по Кузнецкому уезду за 1891 год говорится, что деревня Сулеймановка является выселком из деревни Мазарлы, а переселение происходило в 1780 году. Выселком же владел мурза Верьязов.

## Население
| 1795 | 1859 | 1911 | 1926 | 1939 | 1959 | 1979 |
| ---- | ---- | ---- | ---- | ---- | ---- | ---- |
| 10   | ↗235 | ↗482 | ↗623 | ↘579 | ↘464 | ↘447 |
| 1996 | 2004 | 2010 |      |      |      |      |
| ↗492 | ↘423 | ↘409 |      |      |      |      |